# ورم ليفي مكون للنسيج الليفي
الليمفوم المكون للنسيج الليفي أو الورم الليفي المكون للنسيج الليفي (بالإنجليزية: Desmoplastic fibroma)‏ هو ورم حميد نَادر جدًّا بطِيء النمُو ذو خلايا متمَايزة تُفرز الكولاجين. يظهر عادة في الفك السفلي، ويسبب تخريبًا للعظم القشري.

## الانتشار
يظهر عادةً في العقود الثَّلاثة الأولَى من العُمر، ويصِيب الذكور والإنَاث بنسَب متساويةٍ.

## الأعراض والعلامات
يسبب الورم ألمًا مع تقدُّم سير المرض، وتورمًا وانصبابًا إذا كان قريبًا من مفصل، وقد يُسبب كسرًا مرضيًّا للعظام في 12% من الحالات.

## التشخيص

### الأشعة السينية
يظهر كآفة مدمرة للعظام داخل النخاع ذات حوافٍ متصلِّبة، يحوي ترابيق تضفِي مظهرًا مفصّصًا للوَرم كخلية النحل.

### الأشعة القطعية
تظهر تدمير وتآكل العظم القشري.

### التصوير بالرنين المغناطيسي
تُظهر إصَابة النسيج اللين.

## علم الأمراض

### عيانيًّا
كتلَة ليفية مطَّاطية رمادية بيضاءَ بها كيسات وشويكَات.

### مجهريًّا
خلايا ليفية تفصلُ بينها أليافُ الكولاجين وأوعية دموية متمددةٌ ذات جُدُر رقيقة. وقد يصيب الأنسجة اللينة.

## العلاج
يُجرى استئصال توسعي للورم لتجنب رجُوعه. وقد يتم إجراء كحت مع جراحة بردية لتقليل فرص رجُوع الورم أيضًا، أما دَور العلاج الإشعاعي والكيمَاوي فهو غير واضح.
وفي حالة عودة الورم أو عدم إمكانية إزالته قد يتم اللُّجوء إلى البتر.

## روابط خارجية
- Desmoplastic fibroma of the mandible - review of the literature and presentation of a rare case
- Desmoplastic fibroma of bone: an immunohistochemical study including beta-catenin expression and mutational analysis for beta-catenin.
- Desmoplastic fibroma of the mandible - review of the literature and presentation of a rare case